# Gilbert Chénier – Polpon
Albums de Patof
Itof – Dans ma citrouille
(1975) Noël Noël Noël avec Patof
(1975)
Gilbert Chénier – Polpon est un album posthume de chansons de Gilbert Chénier, alias Polpon, commercialisé en 1975.
Il s'agit du deuxième album de Monsieur Polpon et le dix-septième de la série Patof, il porte le numéro de catalogue PA 39311 (C 1113/4).
Polpon est un personnage de la série télévisée québécoise pour enfants Patofville.

## Pochette
La sortie de l'album a été retardée en raison du décès de Gilbert Chénier le 20 septembre 1975. Pour lui rendre hommage, le titre et la pochette de l'album ont été modifiés.

### Lettre de Patof au recto de la pochette
Cher Polpon,
Nous avons traversé toute sorte d'épreuves ensemble,
Nous avons bien ri ensemble,
Nous avons pleuré ensemble,
Il y a à peine quelques jours tout semblait aller bien pour toi,
Je ne comprends pas encore encore pourquoi tu nous as quitté,
Tu avais une situation enviable à Patofville,
Bien sûr, tu travaillais très fort et tu menais deux tâches ardues à la fois,
Celle de policier et de pompier, mais tu semblais heureux,
Que faire maintenant? Je suis seul avec mon chien Boulik,
Et il y a le général qui ne comprend plus rien, il en est muet depuis,
Heureusement, qu'il y a les enfants,
Pourquoi Polpon es-tu parti? Je ne sais toujours pas pourquoi,
Au début, quand j'ai appris ton départ, le maire a fait une colère terrible,
Mais après, je me suis dis, s'il a décidé de nous quitter, c'est qu'il devait avoir une bonne raison de le faire,
Toi, qui chantais si bien,
Toi, qui écrivais des chansons que tous les enfants du Québec fredonnaient,
Avec tant de joie : « C'est moi Polpon, policier bonbon... »
Tu as semé tant de joie dans les cœurs des petits,
Polpon tu réglais tous les problèmes avec le sourire,
Tu enseignais la prudence, l'amour et l'amitié,
Tu aimais tout ce qui était beau et tu t'éloignais de tout ce qui était contraire à tes principes,
Polpon, tu laisses dans le cœur du clown Patof un grand vide et une grande solitude,
Dans le cœur de tous tes petits amis,
Je n'ai pas l'habitude d'écrire comme toi, je n'ai pas cette grande facilité que tu avais de faire de jolies phrases,
Adieu Polpon, mon Ami,
Goodbye! Aurevoir! Dasvidanie!
P.S. Je ne sais vraiment pas comment je vais faire pour annoncer la nouvelle de ton départ aux plus petits.

## Titres
| 1. | Bonjour Monsieur Polpon | Claude Leclerc, Jean-Guy Chapados  | 2:53 |
| 2. | Mon cœur est un ballon  | Claude Leclerc, Jean-Guy Chapados  | 2:56 |
| 3. | Une étoile m'a dit      | Claude Leclerc, Jean-Guy Chapados  | 3:47 |
| 4. | La théière de Polpon    | Gilbert Chénier, Jean-Guy Chapados | 2:23 |
| 5. | J'aime la musique       | Claude Leclerc, Jean-Guy Chapados  | 2:30 |

| 6.  | Je me promène en patatomobile | Claude Leclerc, Jean-Guy Chapados  | 2:59 |
| 7.  | L'ABC de l'amitié             | Claude Leclerc, Jean-Guy Chapados  | 4:28 |
| 8.  | Turlututu                     | Gilbert Chénier, Jean-Guy Chapados | 2:48 |
| 9.  | La ronde des métiers          | Claude Leclerc, Jean-Guy Chapados  | 2:48 |
| 10. | Sur la lune                   | Gilbert Chénier, Jean-Guy Chapados | 2:50 |

## Crédits
- Arr. Orch. : Jean-Guy Chapados
- Production : Jean-Guy Chapados & Pete Tessier
- Ingénieur : Pete Tessier
- Studio de son Québec